# マホータラプラテート
マホータラプラテート 本名は マハーヴォン (มหาวงส์) はタイ王国のチエンマイ県にあったチエンマイ王朝の第5代目の君主である。2代目の領侯タンマランカーの息子。この君主の治世に、チェントゥンに三回戦争を仕掛けたが、いずれも失敗した。1847年にマハーヴォンはチエンマイ領侯を授与され、続いて1853年にシャム国王ラーマ4世によって「マホータラプラテート大公」に叙せられた。彼の時代にはラーンナー軍とシャム軍が協力してチャイントンを攻撃した。

## 関連記事
- タイ君主一覧